# Gareth Pugh
Gareth Pugh (Sunderland, 31 de agosto de 1981) é um designer britânico. Vive e trabalha em Paris.

## Carreira

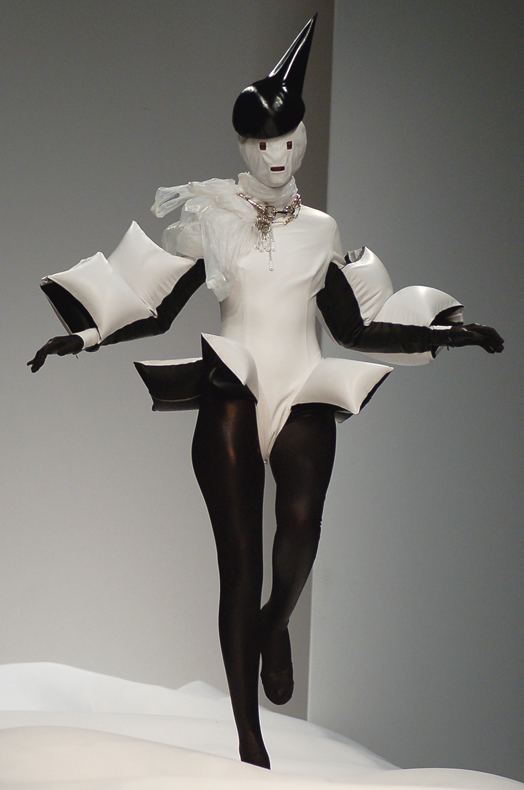
Roupa inflável da Maison de Pugh.

Gareth Pugh começou a trabalhar na idade de 14 anos como figurinista para o English National Youth Theatre. Em 2003, formou-se na Central Saint Martins em Londres. Sua coleção de formatura que usava balões atraiu a atenção da equipe editorial da Dazed & Confused, que fez uma de suas coberturas. Graças à iniciativa !WOWOW!, em parceria com a Dazed & Confused, e uma primeira passagem, Gareth Pugh atrai a atenção de East London, o coração da vanguarda de Londres.
Em 2005, ele foi convidado para apresentar seus trabalhos durante a semana de moda de Londres. Em quatro semanas, sem equipe e sem meios, ele cria uma coleção. O sucesso foi imediato e atrai a atenção de toda a imprensa sobre seu trabalho. Em 2006, ele apresentou sua coleção solo em primeiro lugar, ele irá então apresentar suas coleções Verão 2007 e Inverno 2007, que recebeu elogios da crítica.
Em 2008, Kylie Minogue novamente chama Gareth com seu single In My Arms e para promover seu álbum X. No mesmo ano, Gareth veste Beyoncé para o MTV Europe Awards, em seguida, para o seu single Diva. Gareth recentemente vestiu Lady Gaga durante sua aparição no programa X Factor. Nos últimos anos, graças ao apoio do estilista Rick Owens e sua esposa Michele Lamy, Gareth Pugh conhece uma ascensão meteórica. Em 2010, Gareth abriu sua primeira loja em Hong Kong.